# 吉姆·查默斯
詹姆斯·爱德华·查默斯（英語：James Edward Chalmers，1978年3月2日—）是澳大利亚政治家和政治学博士，自2022年5月23日起担任澳大利亚第41任国库部长， 曾在2019年至2022年期间担任影子财长。自2013年以来，他一直是代表澳大利亚工党擔任昆士兰州兰金的下议院议员。